# Nathaniel Lepani
Nathaniel Lepani (Port Moresby, 20 gennaio 1982) è un calciatore papuano, centrocampista del Gigira Laitepo.

## Carriera

### Club
Ha giocato nella massima serie papuana con Cosmos Port, Eastern Stars e Gigira Laitepo. Ha inoltre giocato negli Stati Uniti e in Australia.

### Nazionale
Nel 2004 ha esordito con la Nazionale papuana.